# ホンダ・アフリカツイン
アフリカツイン（Africa Twin ）は、本田技研工業が1988年から製造・販売している、大排気量のアドベンチャー・ツーリング・オートバイのシリーズであり、またその商標である。オフロード走破性能に優れ、かつ快適な高速ロング・ツーリングも可能である。一般的な粗い分類法ではデュアルパーパス車に分類することもできる。
もともとはパリ・ダカールラリーでホンダが連勝を重ねていた競技用の車体や諸技術を市販車にフィードバックするためのモデルとして開発・製造・販売された。→#概要
アフリカツインと呼ばれているオートバイの歴史を、2021年時点で振り返って見ると、大きく分けて以下の4世代のモデルがあり、（XRV世代とCRF世代の間には10年以上のブランクがあり）以下のようにエンジンのタイプが大きく変化した。
- 1988年 - 1989年、 XRV650（650cc V型2気筒）
- 1990年 - 2003年、 XRV750(T)  (750cc V型2気筒）
- 2016年 - 2019年、 CRF1000L (1000cc 直列2気筒）
- 2020年 - 　　　、 CRF1100L (1100cc 直列2気筒)

その他にも、XRV→CRFと世代が変わった段階で、燃料供給装置、変速機、前輪サスペンションなど、スペック的に大きな変更がいくつもなされている。
→#モデル別解説、諸元
2021年時点では、新車としてはCRF1100L Africa Twin（シーアールエフせんひゃくエル アフリカツイン）が販売されている。
ヨーロッパ市場では1980年代頃からアドベンチャー・ツーリング（車）と呼ばれるタイプのオートバイの需要が高まりそれが現在まで続いており、このアフリカツインの主な販売市場はヨーロッパである。

## 概要
誕生の経緯

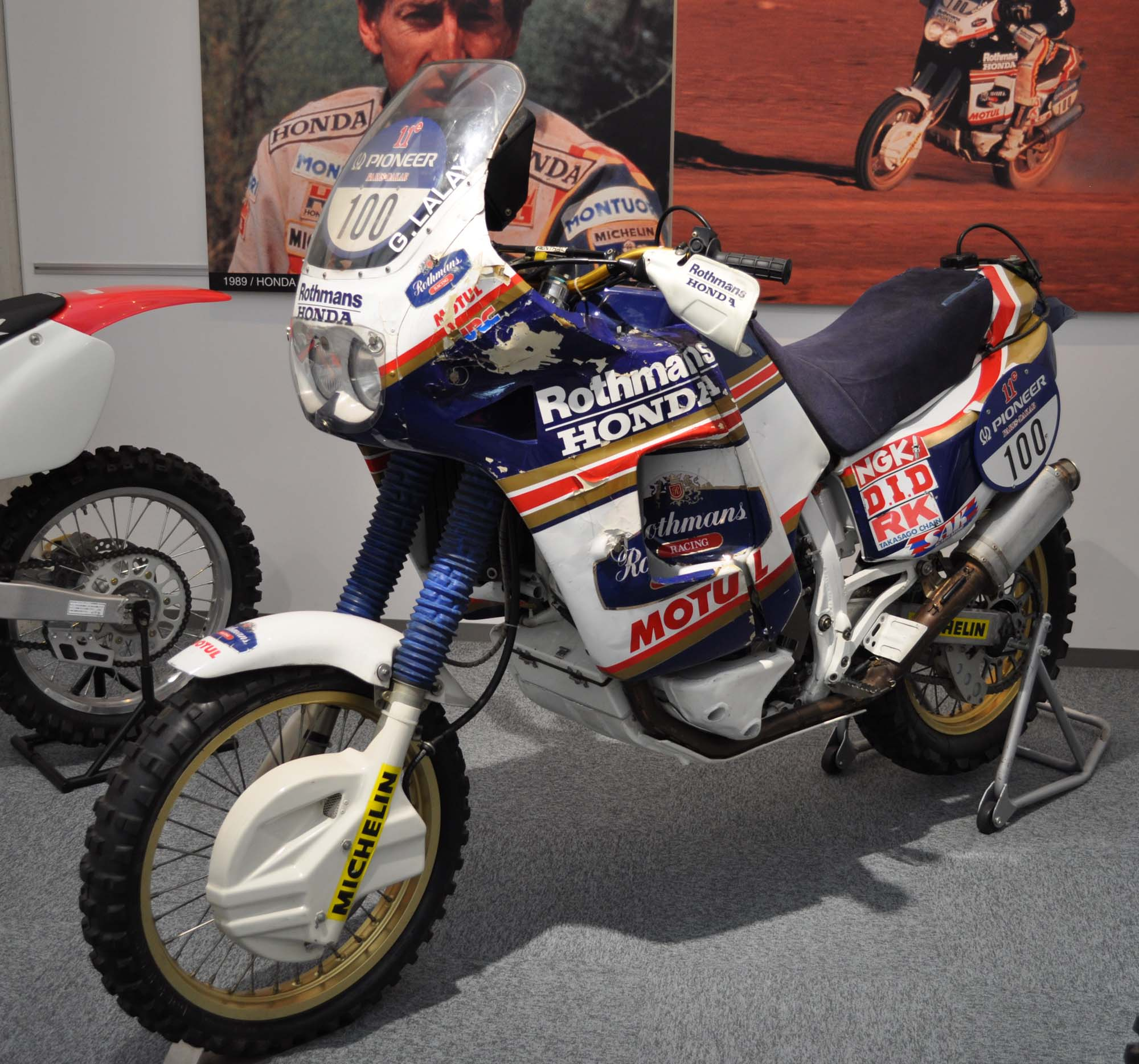
NXR750（1989年パリ・ダカール・ラリー優勝車）

1980年代、ホンダはパリ・ダカールラリー（現・ダカール・ラリー）の2輪部門にNXR750で参戦し、1986年から1989年に4連勝を飾っている。そんな中、ホンダはダカール・ラリーで得られた技術を市販車市場にフィードバックすることを企画。こうしてダカール・ラリーで用いられた車体や技術をもとに、市販用レプリカモデルとしてアフリカツインが開発・製造・販売された。こうして誕生したアフリカツインは、1989年と1990年のパリ・ダカール・ラリーで、最も市販車に近い状態で競うマラソンクラスで2年連続優勝を飾っている。
「Africa Twin アフリカツイン」という名称に込められた意味と、その扱い。
初代モデルの世界市場向け仕様は、長い名称で呼ぶ場合は「XRV650 RD03 Africa Twin」と呼ばれたが、XRV（エックスアールブイ）のほうが車名という扱いであり、「アフリカツイン」をペットネームとして扱った。
「Africa Twin アフリカツイン」という名称は、ホンダのFAQによると『パリダカのメインステージである雄大なアフリカ大陸を走るイメージ』として名付けられている。各々の単語は｢Africa｣が｢アフリカのあのラリー｣での栄光を(パリダカの名に関するややこしい権利問題を回避しつつ)表現できる言葉として使われ、｢Twin｣には2気筒エンジン（twin engine ツインエンジン)を搭載しているという意味を込められている。
アフリカツインに関しては日本国内の市場というのはマイナーな位置づけでしかないが、後者の「アフリカツイン」を車名として扱い、2000年まで生産された。
その後は2010年代に再度ホンダのワークス・チームがダカール・ラリーへ参戦するようになり、イメージモデルにペットネームとして使用されている。

## モデル別解説
※本来は、この節でも世界視点で記述を行わなければならないが、とりあえず現状は、日本国内で販売されたモデルについて解説を行っている。

### アフリカツイン（XRV650）

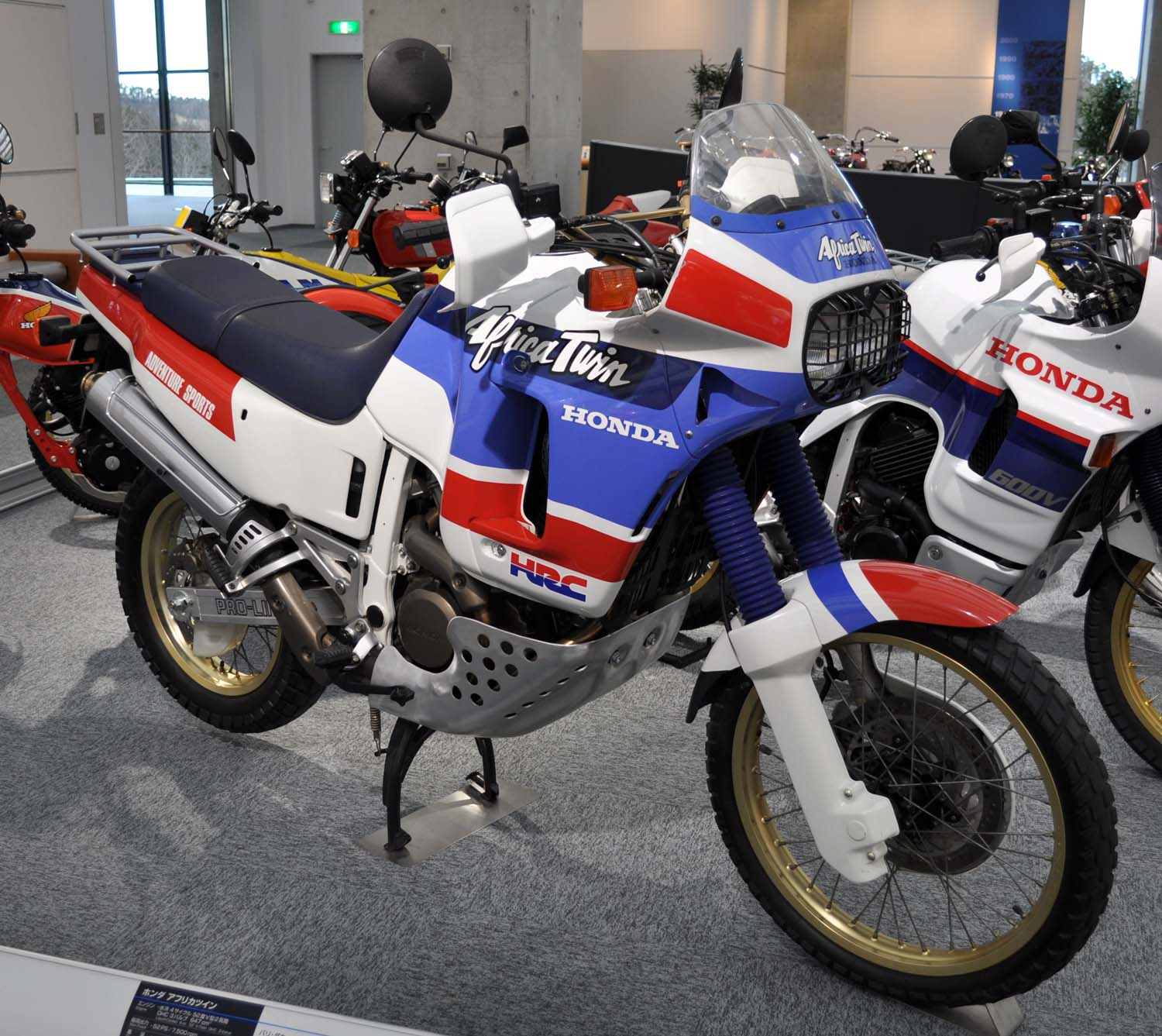
アフリカツイン（XRV650）
ホンダコレクションホール所蔵車

型式名RD03。1988年5月12日発表、日本では同月20日に500台限定で発売。
排気量647ccのRC31E型水冷4ストロークSOHC3バルブツインプラグ52°バンクV型2気筒エンジンはブロスに搭載されていたエンジンと同型であるが、キャブレターなどのセッティングを変更し、最高出力52ps/7,500rpm・最大トルク5.7kg-m/6,000rpmとされた。
フレームは角型断面のセミダブルクレードル型。サスペンションは前輪をエアアシスト機構付テレスコピック、後輪をプロリンク式スイングアームで圧縮側減衰特性が可能な調整リザーバータンク付ショックアブソーバーを装着する。

### アフリカツイン（XRV750）

#### RD04型

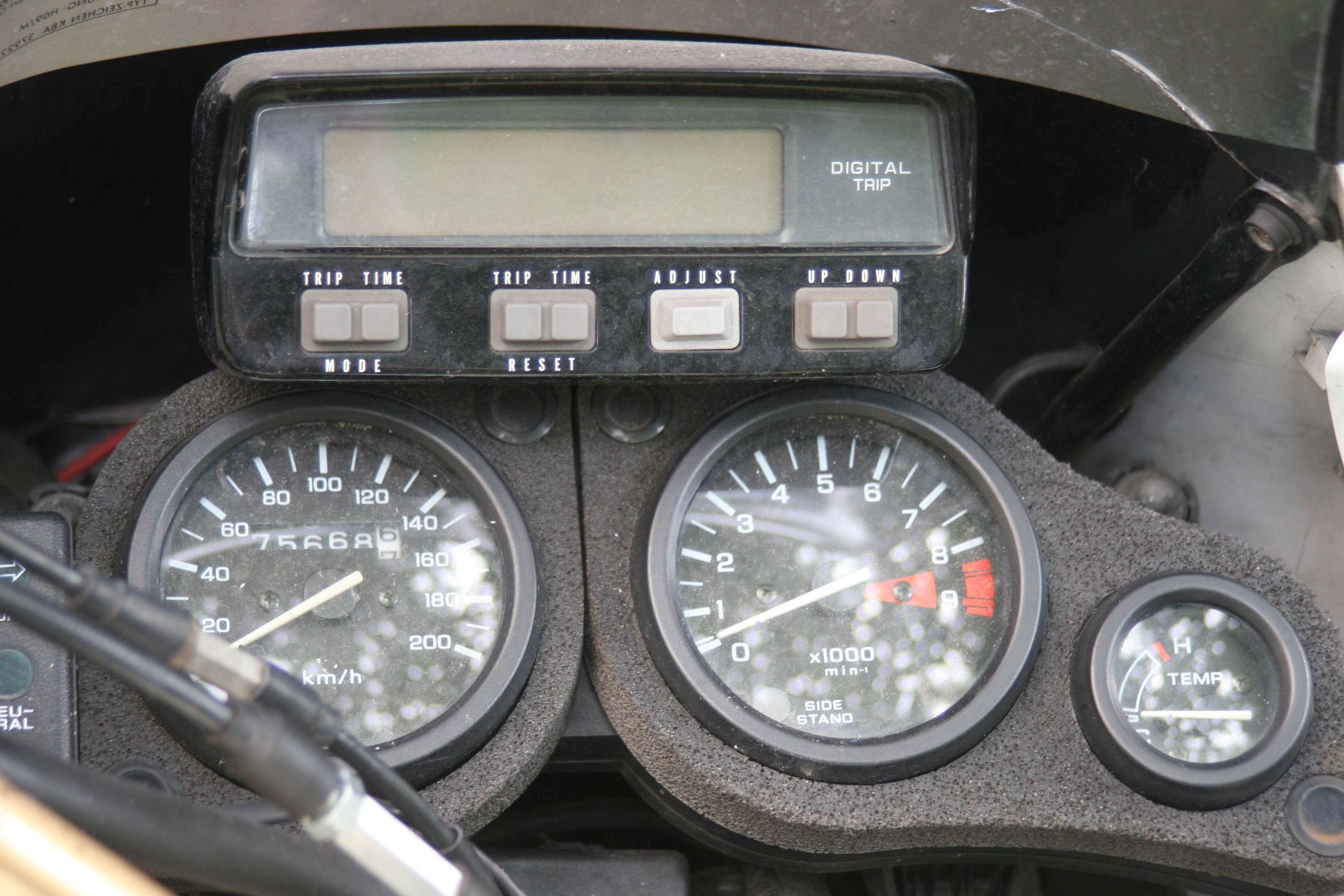
多機能式デジタルトリップメーター
海外向け輸出仕様

1990年2月20日発表、同年3月20日に500台限定で発売。排気量を742ccにアップさせたモデルチェンジ車でRD03型からは以下の変更を実施。
- エンジン型式をRD04E型としキャブレター大口径化ならびにオイルクーラー新設を施工し最高出力57ps/7,500rpm・最大トルク6.1kg-m/6,000rpmとした。
- 前輪ディスクブレーキをシングルからダブルへ変更。
- 後輪ディスクブレーキのローター径を240→256（mm）へ拡大。
- デュアルヘッドライトを35/35→60/55（W）へ光量アップ。
- バッテリーを12→14（Ah）へ容量アップ。
- フェアリング上部のスクリーンを大型化。

1991年モデルは同年3月にマイナーチェンジ扱いで発売。1992年モデルは同年3月27日発表、同月28日に150台限定で発売。ウインカーへのポジションランプを内蔵するとともに多機能式デジタルトリップメーターを搭載した。

#### RD07型

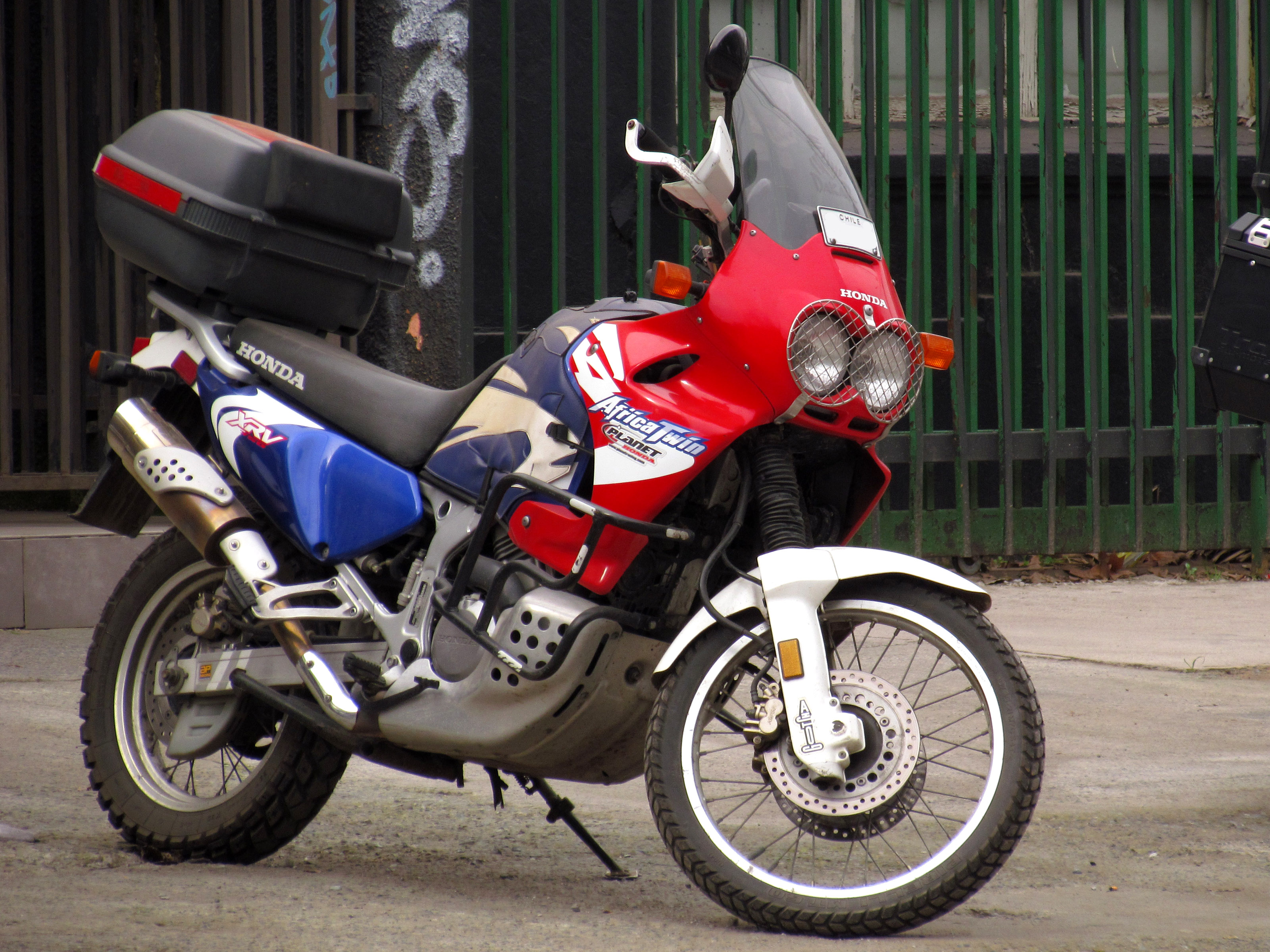
アフリカツイン（XRV750）
2000年モデル海外向け輸出仕様

1993年3月22日発表、同年4月12日に300台限定で発売。主にフレームや外装パーツを変更したことよるRD04型からのフルモデルチェンジ車で以下の変更を実施。
- シートは肉厚を75→90（mm）へ厚めシート高を865mmとした。
- シート下部に小物を収納できる約4Lのユーティリティスペースを装備。
- ホイールトラベルを210→220（mm）へ拡大。
- 後輪をラジアルタイヤ化。

エンジンはRD04E型からキャリーオーバーでスペックに変更はないが、エアクリーナーボックスの容量を5.4→7（L）へアップしたほか、キャブレターもVP型へ変更となった。
なお本型式では以下のマイナーチェンジが実施された。
- 1993年10月発表、1994年1月下旬に200台限定で発売[6] - カラーリング変更
- 1995年12月25日発表、1996年2月23日に200台限定で発売[7] - エンジン出力[注 2]ならびに燃費[注 3]の向上・アッパーカウルならびにスクリーンおよびシ－トの形状変更・カラーリング変更
- 1996年11月20日発表、1997年1月14日に200台限定で発売[8] - カラーリングならびにシート色を変更
- 1997年10月発表 - カラーリング変更
- 1998年12月21日発表、同月22日に300台限定で発売[9] - カラーリングを変更
- 1999年12月20日発表、同月21日に250台限定で発売[10] - カラーリングを変更
- 2000年8月発表 - カラーリング変更

2000年のマイナーチェンジをもって本型式は生産終了となったが、日本での販売希望価格については1993年の発売開始から一貫して890,000円とされた。

### CRF1000L Africa Twin

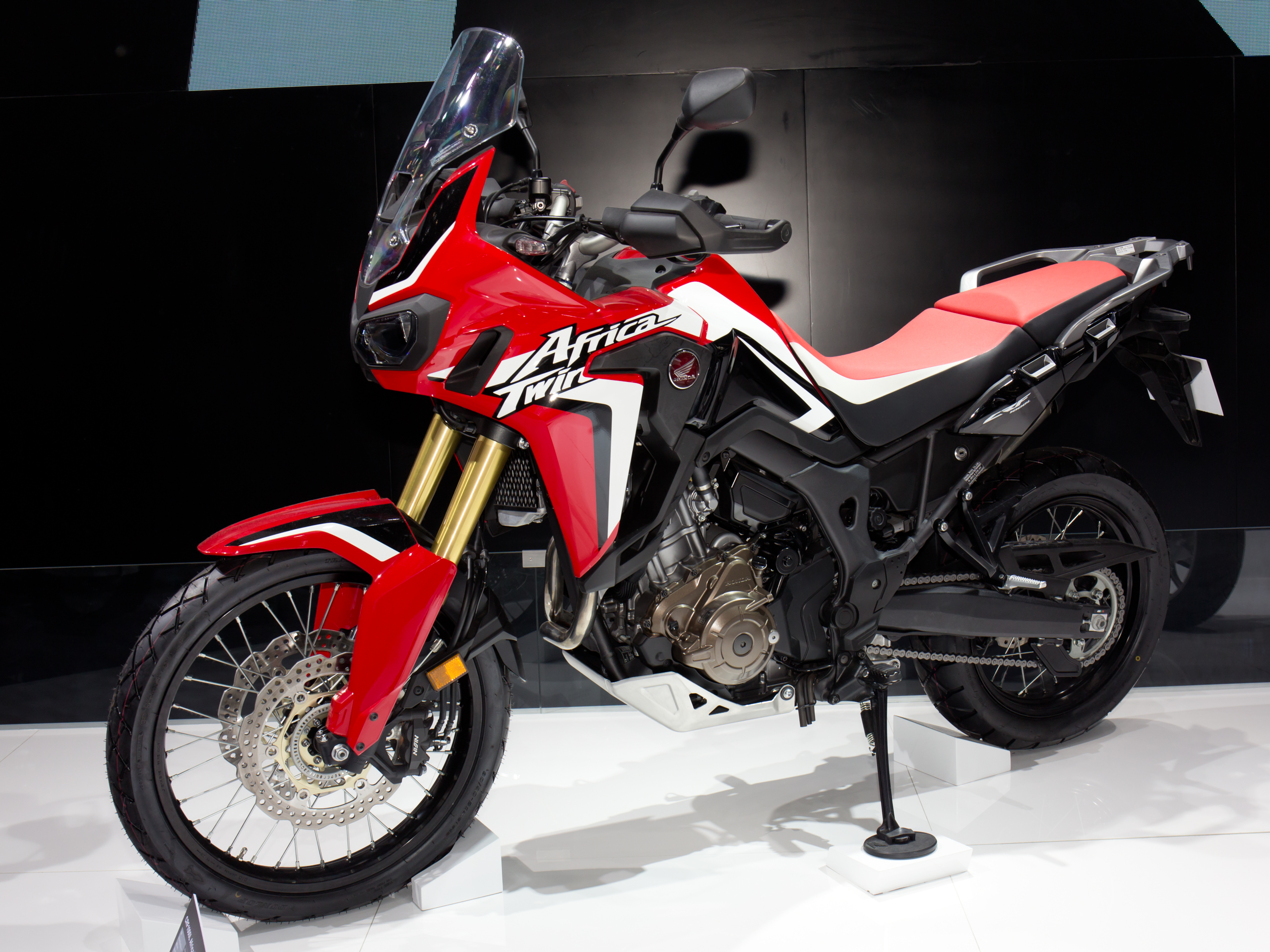
CRF1000L Africa Twin

2013年に一時途絶えていたダカールラリーへのワークス参戦を復活させたことから、かつての本シリーズを彷彿させるモデルの開発が決定。2014年のミラノショーにイメージモデルとしてTrue Adventureを参考出品。2015年5月に新型モデルをCRF1000L Africa Twinとアフリカツインをペットネームにして製造販売することを発表。同年12月よりヨーロッパで先行発売された。
日本仕様は型式名EBL-SD04として2016年2月12日発表、同月22日発売。トランスミッションは通常のマニュアルトランスミッションのほかDCT仕様車がラインナップされた。
本CRFシリーズで採用されたユニカムバルブトレインならびに270°位相クランクシャフト・クランクケース内蔵オイルタンク式ドライサンプ構造による排気量998cのSD04E型水冷4ストローク4バルブSOHC並列2気筒エンジンを搭載するが、スペックは先行発売の欧州仕様とは若干異なる。
車体デザインは旧モデルをイメージしつつ刷新されているが、シート高2段階調整機構・ETC車載器のほか、オフロードでのリヤブレーキテクニックに対応するため後輪のみON/OFFスイッチ付ABS・3段階+オフに設定可能なセレクタブルトルクコントロール・パーキングブレーキ（DCT車のみ）を標準装備する。
カラーリングは以下の3パターンが設定された。
- ███ヴィクトリーレッド
- ███パールグレアホワイト
- █デジタルシルバーメタリック
  - ヴィクトリーレッド・パールグレアホワイトは消費税抜でデジタルシルバーメタリックに30,000円高

2017年2月13日発表、同月14日発売で以下のマイナーチェンジを実施。
- 2016年7月1日に施行された欧州Euro4とWMTCを参考とした規制値および区分[17]の平成28年排出ガス規制[18]に適合させた平成28年自動車排出ガス規制対応モデルとし型式名2BL-SD04へ変更
- エンジン出力性能の適正化により最高出力70kW[95ps]/7,500rpm・最大トルク98N・m[10.0kgf・m]/6,000rpmへ向上
- カラーリングに以下を追加
  - █キャンディープロミネンスレッド

2018年2月26日発表、同年4月2日発売で以下のマイナーチェンジを実施。
以下のバリエーションを追加
CRF1000L Africa Twin Adventure Sports
初代モデルXRV650生誕30周年を記念したモデルで以下の装備変更を実施。
- XRV650をイメージした専用カラーリング

- █████パールグレアホワイト

- 燃料タンクを18→24Lへ増量
- 大型ウインドスクリーン・フロントサイドパイプ・大型スキッドプレートを標準装備
- サスペンションストロークを増大させ最低地上高を250→270mmへアップ
- シート高も20mmアップとなるが足付対策から最低地上高も含め60mmダウンさせたLDを設定

このほか従来モデルを含み以下の改良を実施
- スロットル・バイ・ワイヤ化。
- マニュアルトランスミッション車にオプションでシフトアップ・ダウン共に対応するクイックシフターを設定[注 8]
- 排気系見直しでキャタライザー分割化ならびにサイレンサーを小型軽量化
- セレクタブルトルクコントロールを6段階+OFFへ設定拡大
- 走行状況に応じてエンジンの出力特性を3パターン+ユーザー任意1パターンの4パターンに設定変更可能なライディングモードセレクトを搭載
- 急ブレーキ時にウインカーランプが高速点滅する事で急減速状態を後続車に知らせるエマージェンシーストップシグナルを装備[注 9]
- オートキャンセルウインカー[注 10]・スポーツグリップヒーター・アクセサリーソケットを標準装備化
- 搭載バッテリーを従来の鉛蓄電池から小型軽量のリチウムイオンタイプへ変更
- 標準モデルのカラーリングを以下の3パターンに変更
  - ███グランプリレッド
  - ███パールグレアホワイト
  - █マットバリスティックブラックメタリック

年間販売目標はシリーズ全体で800台/年で、本マイナーチェンジよりドリーム店のみでの販売となる。

### CRF1100L Africa Twin

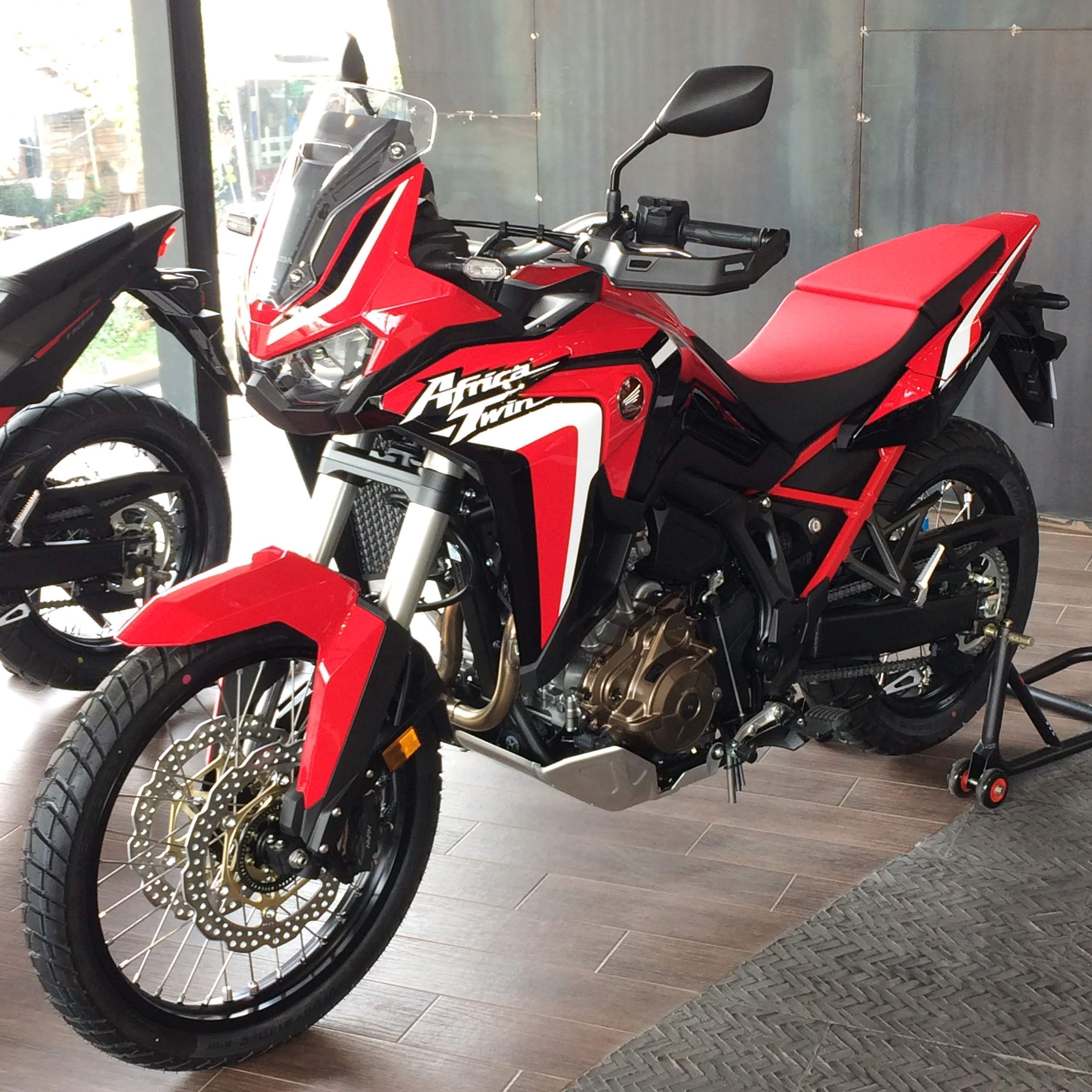
CRF1100L Africa Twin

上述のCRF1000L Africa Twinからフルモデルチェンジされたモデルであり、排気量が1,082ccとなったのでCRF1100L Africa Twinと命名され、 2019年10月23日に発表された。搭載エンジンが、先代のSD04E型の内径x行程が92.0x75.1（mm）から本モデルのSD08E型では92.0x81.4（mm）に変更され排気量1,082㏄となり、最高出力102ps【75kW】/7,500rpm・最大トルク10.7kgf・m【105N・m】/6,250rpmを実現した。型式名2BL-SD10。
先代のCRF1000Lからは以下の変更も実施した。
- フレームボディートータルで約1.8kg軽量化。
- 別体化したアルミ製リヤフレームは前方部幅を従来モデルより40mm細くなった。またシート高を830mmと810mmの2段階に調整可能とし足つき性を向上。
- スロットルバイワイヤの応答速度を向上。
- DCT搭載車は、慣性計測装置を用いたコーナリング走行検知制御の追加し変速制御をより熟成。
- メインメーターを従来より認知しやすくApple CarPlayに対応した6.5インチTFT液晶カラーディスプレイへ変更。

また全長20mm・全高50mm・ホイールベース20mm短縮ならびに車重5kgの軽量化を達成しており、海外向け仕様車を含めヨーロッパ地区排出ガス規制Euro5に適合する。
ラインナップ3種ならびに車体色3種が設定され、それぞれマニュアルトランスミッションとDCTを選択可能としており、消費税10%込の希望小売価格を含めると以下の仕様になる。
CRF1100L Africa Twin（Dual Clutch Transmission）
燃料タンク容量18Lの標準車。
- ███グランプリレッド - 1,617,000円（1,727,000円）

CRF1100L Africa Twin Adventure Sports（Dual Clutch Transmission）
燃料タンクを24Lへ増量した上で、手動で高さと角度が5段階に調整可能なスクリーン・バンク角に応じて3段階で照射範囲を自動変更するコーナリングライト・アルミ製リヤキャリア・チューブレスタイヤを装着するモデル。
- ███パールグレアホワイト - 1,804,000円（1,914,000円）

CRF1100L Africa Twin Adventure Sports ES（Dual Clutch Transmission）
Adventure Sportsをベースに走行中のサスペンションストローク速度・IMUから検知する車両状態・車速に応じて瞬時に減衰力を最適化するショーワ製電子制御サスペンションEERAを装着したモデル。
- ███パールグレアホワイト/█ダークネスブラックメタリック - 1,947,000円（2,057,000円）

発売日は、標準車ならびにAdventure Sportsが2020年2月14日、電子制御サスペンションを装着するAdventure Sports ESが2019年12月13日とされた。また本モデルはシリーズ合計で1,300台/年でドリーム店のみで販売される。
2019年12月12日には、同日より2020年5月31日までの限定受注で、サスペンションストロークを延長した＜s＞タイプを標準車ならびにAdventure Sports ESのマニュアルミッション車・DCT車にそれぞれ設定し、価格据置で2020年4月17日に発売することが発表された。
特撮番組『仮面ライダーガッチャード』のゴルドダッシュのベース車となる。

## 諸元
| 車名                   | アフリカツイン （XRV650）            | アフリカツイン （XRV750）            | アフリカツイン （XRV750）            | CRF1000L Africa Twin          | CRF1100L Africa Twin            |
| 型式                   | RD03                                 | RD04                                 | RD07                                 | EBL-SD04                      | 8BL-SD10                        |
| モデルイヤー           | 1988                                 | 1990                                 | 1996                                 | 2016                          | 2020                            |
| 全長（m）              | 2.310                                | 2.330                                | 2.320                                | 2.335                         | 2.310                           |
| 全幅（m）              | 0.900                                | 0.895                                | 0.905                                | 0.930                         | 0.960                           |
| 全高（m）              | 1.320                                | 1.420                                | 1.430                                | 1.475                         | 1.445/1.355                     |
| 最低地上高（m）        | 0.200                                | 0.190                                | 0.195                                | 0.250                         | 0.210                           |
| ホイールベース（m）    | 1.550                                | 1.560                                | 1.555                                | 1.575                         | 1.560                           |
| シート高（m）          | 0.880                                | 0.880                                | 0.870                                | 0.850/0.870                   | 0.830/0.870                     |
| 車両重量（kg）         | 221                                  | 236                                  | 234                                  | 232（242）                    | 240（250）/229（240）           |
| 最低回転半径（m）      | 2.6                                  | 2.7                                  | 2.6                                  | 2.6                           | 2.6                             |
| 60㎞/h定地走行燃費     | 32.0km/L                             | 30.0km/L                             | 25.2km/L                             | 32.0km/L                      | 32.0km/L                        |
| 原動機型式名           | RC31E                                | RD04E                                | RD04E                                | SD04E                         | SD08E                           |
| 冷却・行程             | 水冷4ストローク                      | 水冷4ストローク                      | 水冷4ストローク                      | 水冷4ストローク               | 水冷4ストローク                 |
| バルブ数・動弁機構     | 3バルブSOHC                          | 3バルブSOHC                          | 3バルブSOHC                          | 4バルブSOHC                   | 4バルブSOHC                     |
| シリンダー配置         | 52°バンク横置V型2気筒                | 52°バンク横置V型2気筒                | 52°バンク横置V型2気筒                | 並列2気筒                     | 並列2気筒                       |
| 総排気量               | 647㏄                                | 742cc                                | 742cc                                | 998㏄                         | 1,082㏄                         |
| 内径x行程（mm）        | 79.0x66.0                            | 81.0x72.0                            | 81.0x72.0                            | 92.0x75.1                     | 92.0x81.4                       |
| 圧縮比                 | 9.4                                  | 9.0                                  | 9.0                                  | 10.0                          | 10.1                            |
| 燃料供給               | キャブレター                         | キャブレター                         | キャブレター                         | 電子式燃料噴射                | 電子式燃料噴射                  |
| 供給装置               | VDF4x2基                             | VDG8x2基                             | VP51x2基                             | PGM-FI                        | PGM-FI                          |
| 最高出力               | 52ps/7,500rpm                        | 57ps/7,500rpm                        | 58ps/7,500rpm                        | 92ps【68kW】 /7,500rpm        | 102ps【75kW】 /7,500rpm         |
| 最大トルク             | 5.7kg-m/6,000rpm                     | 6.1kg-m/6,000rpm                     | 6.1kg-m/6,000rpm                     | 9.7kgf・m【95N・m】 /6,000rpm | 10.7kgf・m【105N・m】 /6,250rpm |
| 始動方式               | セルフ                               | セルフ                               | セルフ                               | セルフ                        | セルフ                          |
| 点火方式               | CDI                                  | フルトランジスタCDI                  | フルトランジスタバッテリー           | フルトランジスタバッテリー    | フルトランジスタバッテリー      |
| 潤滑方式               | 圧送飛沫併用                         | 圧送飛沫併用                         | 圧送飛沫併用                         | 圧送飛沫併用                  | 圧送飛沫併用                    |
| 潤滑油管理             | ウエットサンプ                       | ウエットサンプ                       | ウエットサンプ                       | ドライサンプ                  | ドライサンプ                    |
| 潤滑油容量             | 2.8L                                 | 3.2L                                 | 3.2L                                 | 4.9L（5.5L）                  | 4.9L（5.5L）                    |
| 燃料タンク容量         | 24L                                  | 24L                                  | 23L                                  | 18L                           | 24L/18L                         |
| クラッチ               | 湿式多板                             | 湿式多板                             | 湿式多板                             | 湿式多板 （DCT）              | 湿式多板 （DCT）                |
| 変速方式               | 左足動式リターン                     | 左足動式リターン                     | 左足動式リターン                     | 左足動式リターン              | 左足動式リターン                |
| 変速機                 | 常時噛合5段                          | 常時噛合5段                          | 常時噛合5段                          | 常時噛合6段 （電子式6段）     | 常時噛合6段 （電子式6段）       |
| 1速                    | 2.769                                | 3.083                                | 3.083                                | 2.866（2.562）                | 2.866（2.562）                  |
| 2速                    | 1.882                                | 2.062                                | 2.062                                | 1.888（1.761）                | 1.888（1.761）                  |
| 3速                    | 1.450                                | 1.550                                | 1.550                                | 1.480（1.375）                | 1.480（1.375）                  |
| 4速                    | 1.173                                | 1.272                                | 1.272                                | 1.230（1.133）                | 1.230（1.133）                  |
| 5速                    | 0.965                                | 1.083                                | 1.083                                | 1.110（0.972）                | 1.064（0.972）                  |
| 6速                    |                                      |                                      |                                      | 0.968（0.882）                | 0.972（0.882）                  |
| 1次減速比              | 1.888                                | 1.763                                | 1.763                                | 1.733（1.883）                | 1.717（1.863）                  |
| 最終減速比             | 2.687                                | 2.687                                | 2.687                                | 2.625                         | 2.625                           |
| フレーム形式           | セミダブルグレードル                 | セミダブルグレードル                 | セミダブルグレードル                 | セミダブルグレードル          | セミダブルグレードル            |
| フロントサスペンション | エアアシスト機構付正立テレスコピック | エアアシスト機構付正立テレスコピック | エアアシスト機構付正立テレスコピック | 倒立テレスコピック            | 倒立テレスコピック              |
| リヤサスペンション     | プロリンク式スイングアーム           | プロリンク式スイングアーム           | プロリンク式スイングアーム           | プロリンク式スイングアーム    | プロリンク式スイングアーム      |
| キャスター             | 28°                                  | 27°36′                               | 27°30′                               | 27°30′                        | 27°30′                          |
| トレール（mm）         | 113.0                                | 113.0                                | 108.0                                | 113.0                         | 113.0                           |
| タイヤ（前）           | 90/90-21 54S                         | 90/90-21 54S                         | 90/90-21 54H                         | 90/90-21 54H                  | 90/90-21 54H                    |
| タイヤ（後）           | 130/90-17 68S                        | 130/90-17 68S                        | 140/80R17 69H                        | 150/70R18 70H                 | 150/70R18 70H                   |
| 前輪ディスクブレーキ   | 油圧式シングル                       | 油圧式ダブル                         | 油圧式ダブル                         | 油圧式ダブル                  | 油圧式ダブル                    |
| 後輪ディスクブレーキ   | 油圧式シングル                       | 油圧式シングル                       | 油圧式シングル                       | 油圧式シングル                | 油圧式シングル                  |
| 標準現金価格           | \749,000                             | \789,000                             | \890,000                             | \1,350,000 （\1,458,000）     | \1,639,000 （\1,749,000）       |
| 備考                   |                                      |                                      |                                      | （ ）内はDCT仕様車            | （ ）内はDCT仕様車              |
| ---------------------- | ------------------------------------ | ------------------------------------ | ------------------------------------ | ----------------------------- | ------------------------------- |